# Pholoidae
Pholoidae é uma família de poliquetas pertencente à ordem Phyllodocida.
Géneros:
- Imajimapholoe Pettibone, 1992
- Laubierpholoe Pettibone, 1992
- Metaxypsamma Wolf, 1986
- Pholoe Johnston, 1839
- Taylorpholoe Pettibone, 1992